# Кадам
Кадам, кадампа (Bka'-gdams-pa) — школа тибетского буддизма, основанная великим индийским учителем Атишей (982—1054) и его учеником Дромтонпой, эта школа развила и сформулировала учение о Бодхичитте, которое впоследствии привело к появлению учений Лоджонг (Blo-ljong) и Ламрим (этапы Пути) Атиши.
Реформатор буддизма лама Цонкапа (Btsong-ka-pa) собрал воедино учения трёх линий кадампа и привлёк элементы учений школ сакья, кагью и других направлений, и сформулировал доктрину, последователи которой стали называться новые Кадампа (sarma kadampa) или Гелуг, в то время как его предшественники стали называться старые кадампа или просто кадампа.
Остальные школы тибетского буддизма (Ньингма, Сакья, Кагью) также интегрировали Лоджонг (Blo-ljong) в своё учение. Гампопа (Sgam-po-pa) изучал традицию Кадампа в течение шести лет до того, как стал учеником Миларепы (Mi-la ras-pa), он создал традицию карма-кагью (Ka-rma Bka'-brgyud), в которую включил Лоджонг (Blo-ljong) и Ламрим.
В настоящее время передача учения Кадампа происходит в рамках школы Гелуг в качестве духовной традиции «Шести Канонических Текстов» и «Смысл шестнадцати сущностей».
Школа Дагпо Кагью осуществляет передачу «Ключа к Четырём Благородным Истинам».

## Учителя и линии передачи Кадампа
После смерти Атиши 1054 году его основным учеником стал лама Дромтонпа (Drom-tön Gyal-we Jungne, 1005—1054).
Дромтонпа сформулировал (доктринально оформил) всё учение Атиши и осуществил передачи ученикам по трём духовным линиям — его ученики стали называться «Три благородных брата Кадампы» (геше Потова, геше Пьянгсба, геше Гонпаба). Геше Потова (1031—1106) перенял линию «Шести Канонических Текстов», геше Гонпаба перенял линию Поэтапного Пути («Ключа к Четырём Благородным Истинам»), а геше Пьянгба — линию устной передачи «Смысл шестнадцати сущностей».

## Школа «Новая Кадампа» геше Келсанг Гьяцо
Школу «Новая Кадампа» основал в 1990-е годы на Западе геше Келсанг Гьяцо (Dge-shes Bskal-bzang Rgya-mtsho), монах, обучавшийся в монастыре Сера школы Гелуг. Последователи этой школы претендуют на преемственность от школы Кадам, однако право на эту преемственность оспаривается.
Далай-лама XIV неоднократно выступал с критикой современной школы «Новая Кадампа» и деятельностью геше Келсанг Гьяцо.